# Кикин, Андрей Викторович
Андре́й Ви́кторович Ки́кин (4 декабря 1898 — 9 декабря 1963) — советский скульптор-монументалист, график, художник-иллюстратор.
Работал в области монументальной и станковой, преимущество портретной скульптуры.
Автор ряда исторических образов деятелей науки и национальных героев.
Член Союза художников России с 1934 года.
С 1937 года — участник областных выставок. Экспонент республиканских (Москва, 1941, 1951, 1952, 1955, 1957, 1960), всесоюзных (Москва 1942, 1957) художественных выставок.
Персональная выставка: Горький 1959.

## Биография
Андрей Кикин родился в селе Верякуши Нижегородской губернии. Из Нижегородской гимназии перешёл в Александровский дворянский институт, который окончил с золотой медалью. Свободно владел французским и английским языками: читал и переводил без словаря.
В 1917 году работал в «Губпродкоме».
В 1919 году призван в Красную Армию, с мая 1920 года служил в Новочеркасске, а с ноября 1922 года — в Чите при управлении снабжения штаба народной революционной армии под командованием Блюхера. После демобилизации в 1922 году учился в Читинской художественно-промышленной школе и одновременно работал художником в редакциях газет «Забайкальский рабочий» и «Забайкальский крестьянин».
В 1924 году поступил в Высший художественный технический институт (ВХУТЕИН) в Москве, где его учителями были художники П. В. Кузнецов, П. В. Митурич и основоположник советского дизайна В. Е. Татлин. В период учёбы рисовал для журналов «Крокодил», «Экран» и др. Дипломная работа — фриз в Доме пионеров Хамовнического района Москвы, получила оценку «отлично». Окончил учёбу в 1930 году с квалификацией художника монументальной живописи.
В 1927 году женился на своей двоюродной сестре Людмиле Яковлевне Ходаковой.
После окончания института приглашён на работу в Свердловск, в редакцию газеты «Уральский рабочий». С 1931 по 1938 год проживал в Свердловске, работал в отделе политической карикатуры, в издательствах по оформлению книг и плакатов, а позднее — в газете «Путевка», принимал участие в оформлении Свердловского Дома литературы и искусства (живописные панно Бетховена, Пушкина, Леонардо да Винчи).
В 1937 году принят в Союз Художников и Товарищество Художников СССР как скульптор.
В 1937 году арестован как «враг народа» брат Кикина Василий. Чтобы избежать ареста по доносу, о котором скульптору стало известно от знакомого сотрудника НКВД, в начале 1938 года семья переехала в Горький.
В 1941 году конструктор артиллерийских орудий В. Г. Грабин пригласил А. В. Кикина в отдел главного конструктора Горьковского артиллерийского завода № 92 «Новое Сормово» для оформления технических рисунков боевых машин.
После организации Центрального артиллерийского конструкторское бюро (1942) Грабин в 1947 году пригласил скульптора в подмосковный Калининград для продолжения работы. Параллельно с основной работой А. В. Кикин имел возможность работать над скульптурой в отведенной для него при КБ огромной отапливаемой мастерской. Доступ посетителей в мастерскую был ограничен по причине секретности предприятия, и в начале 1949 года А. В. Кикин возвратился в Горький.
Кикин много сделал для создания музеев боевой и трудовой славы на базе «автозавода» и завода «Красное Сормово» в Горьком.

## Семья
Жена: Людмила Яковлевна Ходакова (1906—1976).
Дети: Даль (1928) и Ирина (1934).
По свидетельству дочери Ирины Андреевны Кикиной-Савельевой
Кикин был прекрасный семьянин, при большой занятости, всегда находил время для занятий с детьми, прогулок в лес за грибами и ягодами, зимой — прогулок на лыжах. Он прекрасно ездит на велосипеде, отлично плавает, даже спасает утопающих! На все прогулки на природу он брал с собой альбом и делал в нём зарисовки.
Любимым семейным занятием было чтение вслух, Андрей Викторович очень выразительно читал.
Сестра Вера Викторовна Лукинская (до замужества — Кикина) — первый директор Музыкальной школы № 11 города Горького (в Сормове)

## Творческая деятельность
В 1934 году «Гослестехиздательство», которым руководил писатель П. П. Бажов, предложило Кикину иллюстрировать произведения Д. Н. Мамина-Сибиряка. Были сделаны иллюстрации к произведениям «Бойцы», «Три конца», «Охонины брови», «Горное гнездо», к сборнику дореволюционного и послереволюционного фольклора под ред. П. П. Бажова, к книге «Рудознатцы» А. Г. Бармина, «Уральские поэмы» В. В. Каменского (1935), оформление сборника «Дореволюционный фольклор на Урале» (1936).
В 1936 году Кикин создал бронзовый барельеф на надгробие французскому писателю Анри Барбюсу, похороненному на кладбище Пер-Лашез.
В 1937 году принял участие в конкурсе на проект фонтана напротив Свердловского Дворца Пионеров и занял первое место. Фонтан представляет собой сидящего в центре бассейна мальчика, держащего в руках огромную рыбу. Изо рта рыбы бьёт фонтан, по окружности бассейна — лягушки, от каждой из них бьёт струя воды к центру. При работе над фигурой мальчика позировал скульптору сын Даль.
В 1938—1941-х годах выполнены памятники А. М. Горькому, В. П. Чкалову, И. Кулибину. Одна копия памятника Горькому находится в вестибюле Горисполкома Нижнего Новгорода, другая — в парке Кулибина. В 1939 году Кикин получил вторую премию на конкурсе за проект памятника Чкалову (первая премия не была присуждена никому). За другую работу — бюст Чкалова, Кикин был выдвинут на получение Сталинской Премии в 1941 году. Бюст В. П. Чкалова был принят на выставку «Лучшие произведения советских художников за 25 лет».
В военные годы художник работает над портретами советских воинов, полководцев, деятелей науки и искусства:
- маршала А. Е. Голованова (1943, красный песчаник),
- сормовского рабочего-вальцовщика Усова (1944, гипс),
- портрет В. Г. Грабина (1945, гранит),
- артиста Н. И. Собольщикова-Самарина (1946, мрамор).

В мастерской ЦАКБ (1947—1949) созданы скульптурные произведения: «Песня о победе», «Бюст Серго Орджоникидзе» (мрамор), «Буревестник».
По возвращении в Горький Кикин работал над скульптурными портретами инженера Сормовского завода Коняхина, старых большевиков Пушкина и Мочалова. В 1949 году была создана скульптурная группа «Ремесленник у станка» (чугун), в 1950 году — портрет профессора Докучаева.
Позднее выполнены иллюстрации рассказов А. П. Чехова, М. Горького (1946), В. Г. Короленко (1950), Ф. Гладкова (1951).
В годы войны А. В. Кикин начал работу над скульптурой Козьмы Минина, в 1949—1950 перевёл бюст в мрамор. В 1950 году памятник был установлен в Горьком перед домом № 1 на улице Минина.
Значительное число работ 1950-х годов посвящено детям: «Борька» (1952, чугун), «Натуля», «Дети» (1956, чугун), «К звездам» (1953, гипс). Работа «К звездам» предвосхищает полет Ю. Гагарина в космос — мальчик-космонавт сидит верхом на ракете, за поясом у него луна, надо захватить ещё только несколько звёзд.
В связи с 50-летием русской революции 1905 года создал произведение «Гнев народный» (1955, серый мрамор), работает над фронтоном фасада Дома Культуры завода «Двигатель революции». Композиция состоит из 3-х фигур: старик-гусляр, скрипач и балерина.
В 1957 году на выставку А. В. Кикин представил две скульптуры: «Сталевар» (бронза) и композицию «Алеша Пешков».
В 1958 году завершил работу над барельефом Петра I к мемориальной доске у Домика Петра I. В конкурсе на памятник комиссару Волжской военной флотилии его проект занял 2-е место.
Работал А. В. Кикин и над бытовой скульптурой. Им создана пепельница на сюжеты сказок А. С. Пушкина, зеркала на мотивы сказок П. Бажова и басен И. А. Крылова.
Много было создано художником и графических работ, посвященных семье: сыну, дочери, жене, выполненных маслом, акварелью, пастелью, карандашом.

## Педагогическая деятельность
В 1932—1933 годах преподавал в Свердловском художественном техникуме.
В 1962—1963 годах руководил скульптурной секцией при Дворце культуры им. Ленина в Горьком.

### Ученики
- Фоминых, Паисий Яковлевич

## Память
- 9 сентября 1999 года к 101-й годовщине со дня рождения в Нижнем Новгороде на площади Горького, на доме № 1, где последние годы жил скульптор, была открыта мемориальная доска.

## Работы А. В. Кикина в России

### В Нижнем Новгороде
- «Олень» на воротах Автозавода и на башне Кремля.
- Декоративные скульптуры у гостиницы «Россия» (ныне «Волжский откос»).
- Бюст Н. И. Собольщикова-Самарина в фойе театра драмы.
- «Алеша Пешков» у домика Каширина.
- Бюст Лобачевского в вестибюле II корпуса Университета (проспект Гагарина, 23, к2).
- Горький и Кулибин в Парке Кулибина.
- Минин на ул. Минина.
- Катюша Пешкова — надгробие на могиле дочери писателя на Бугровском кладбище.
- Барельеф на доме, где жил артист Н. И. Собольщиков-Самарин (улица Минина, 7).

### ВЧкаловске
- Горельефный портрет Валерия Павловича на главном фасаде ДК имени Чкалова.

## Галерея
- Максим Горький в парке Кулибина
- Иван Кулибин в парке Кулибина
- Н. И. Лобачевский в Университете
- Кузьма Минин на площади Минина и Пожарского
- Н. И. Собольщиков-Самарин